# Пезопулос (канонерская лодка)
 Капитан 2-го ранга Т. Пезопулос  (греч.  Αντιπλοίαρχος Θ. Πεζόπουλος ), изначально американский PGM-21, до того американский PC 1552 — греческая канонерская лодка. Приняла участие в Гражданской войне в Греции. Принадлежала к группе 24 американских сторожевых артиллерийских катеров типа PGM-9 (англ. PGM-9 class motor gunboats), в свою очередь выделенных из большой серии (343 единицы) американских охотников типа PC-461 (англ. PC-461 class submarine chasers).иц) класса американских охотников класса PC-461 (PC-461 class submarine chasers).

## В составе флота США
Канонерская лодка  Капитан 2-го ранга Т. Пезопулос  была построена на верфи  Deloe Shipbuilding, Bay city, Mich.
Спуск состоялся в 1944 году.
В составе американского флота с 1944 года.
Первоначально корабль принадлежал серии охотников класса PC-461, но затем, в числе 24 кораблей серии, прошёл модификацию и был переведен в серию кораблей класса PGM-9 (PGM-9 class motor gunboats).
6 сентября 1947 года, в разгар Гражданской войны в Греции, корабль, в числе ещё 5 однотипных кораблей, был передан королевскому военно-морскому флоту Греции.

## В составе королевского флота Греции
Греческий флаг был поднят 11 декабря 1947 года в Норфолке.
Корабль прибыл на основную базу греческого флота на острове Саламин 11 марта 1948 года.
Корабль получил имя капитана 2-го ранга Теодороса Пезопулоса командира эсминца «Идра», погибшего вместе с своим кораблём возле острова Эгина 22 апреля 1941 года, после бомбёжки немецкой авиацией.
Одновременно королевский флот принял ещё 5 однотипных корабля: «Блессас », «Пезопулос», «Хадзиконстандис», «Ласкос» и «Арсланоглу».
Все корабли серии, в силу изрезанности береговой линии Греции, были задействованы для огневой поддержки королевской армии, в военных действиях против партизан Демократической армии.
По окончании гражданской войны корабли серии использовались для патрулирования вокруг островов восточной части Эгейского моря и Додеканеса.
24 августа 1977 года, между островами Псеримос и Кос, корабль столкнулся с пассажирским судном «ATHENS EXPRESS» и получил серьёзные повреждения. Был отбуксирован на базу флота на острове Крит. Ремонт корабля был признан нецелесообразным и он был выведен из состава действующего флота.
Имя капитана Пезопулоса получил ракетный катер «Пезопулос», введённый в состав флота в 1995 году.